# Суета и движение
«Суета и движение» (англ. Hustle & Flow) — кинофильм.

## Сюжет
Рэпер ДиДжэй, а по совместительству сутенёр мелкого пошиба, пытается организовать запись своего первого альбома, в чём ему помогают различные мэмфисские знакомые. Возможно это его первый и последний шанс добиться хоть чего-то в мире хип-хопа, поэтому, когда он узнает, что суперзвезда рэпа Скинни Блэк приезжает в его район, ДиДжэй, чтобы привлечь внимание Скинни, решает толкнуть ему свой лучший «товар».

## В ролях
- Терренс Ховард — ДиДжэй
- Энтони Андерсон — Кей
- Тэрин Мэннинг — Нола
- Тараджи П. Хенсон- "Шуг"
- DJ Куоллс — Шелби
- Лудакрис
- Паула Джей Паркер
- Элиз Нил
- Айзек Хейз
- Джордан Хьюстон

## Награды и номинации
- 2006 — премия «Оскар» за лучшую песню («Hustle and Flow»), а также номинация за лучшую мужскую роль (Терренс Ховард)
- 2006 — номинация на премию «Золотой глобус» за лучшую мужскую роль — драма (Терренс Ховард)
- 2006 — премия «Выбор критиков» за лучшую песню («Hustle and Flow»), а также номинация за лучшую мужскую роль (Терренс Ховард)
- 2006 — номинация на премию Гильдии киноактёров США за лучший актёрский состав
- 2006 — номинация на премию «Независимый дух» за лучшую мужскую роль (Терренс Ховард)
- 2006 — 2 номинации на премию канала MTV: лучший актёр или актриса (Терренс Ховард), прорыв года (Тараджи П. Хенсон), лучший поцелуй (Тараджи П. Хенсон и Терренс Ховард)
- 2005 — премия «Спутник» за лучшую мужскую роль — комедия или мюзикл (Терренс Ховард), а также номинация за лучший фильм — комедия или мюзикл
- 2005 — две премии Национального совета кинокритиков США: мужской прорыв года (Терренс Ховард), особое упоминание